# Nate
Nate (hangul: 네이트) é um portal desenvolvido pela SK Telecom. Em 2003 a empresa adquiriu o site de serviços on-line Cyworld e em 2004,superou o concorrente local Daum pela primeira vez.